# ポール＝サント＝マリー
ポール＝サント＝マリー （Port-Sainte-Marie）は、フランス、ヌーヴェル＝アキテーヌ地域圏、ロット＝エ＝ガロンヌ県のコミューン。

## 地理
コミューンはガロンヌ川沿いにあり、トナンとアジャンの間を走る県道813号線が通る。
フランス国鉄のボルドー-セット線が停車する、ポール＝サント＝マリー駅がある。

## 歴史
フランス革命後の国民公会時代（1792年から1795年）、コミューンは革命的な地名としてポール・ド・ラ・モンターニュ・シュル・ガロンヌ（Port-de-la-Montagne-sur-Garonne）と改名していた。

## 人口統計
| 1962年 | 1968年 | 1975年 | 1982年 | 1990年 | 1999年 | 2004年 | 2015年 |
| ------ | ------ | ------ | ------ | ------ | ------ | ------ | ------ |
| 1747   | 1876   | 1850   | 1885   | 1864   | 1746   | 1896   | 1936   |

参照元:1962年から1999年までは複数コミューンに住所登録をする者の重複分を除いたもの。それ以降は当該コミューンの人口統計によるもの。1999年までEHESS/Cassini、2006年以降INSEE。

## 史跡

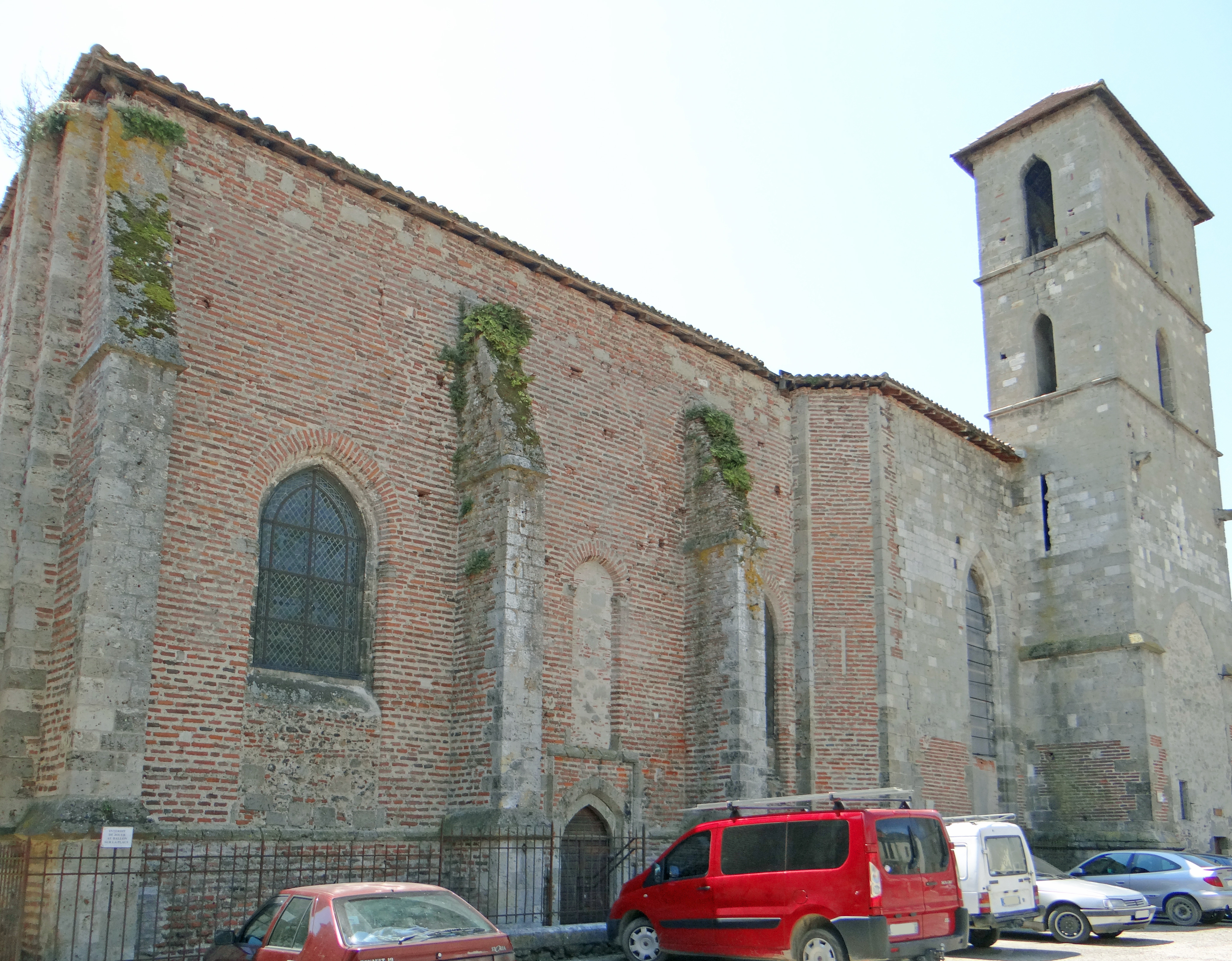
サン・ヴァンサン・デュ・タンプル教会
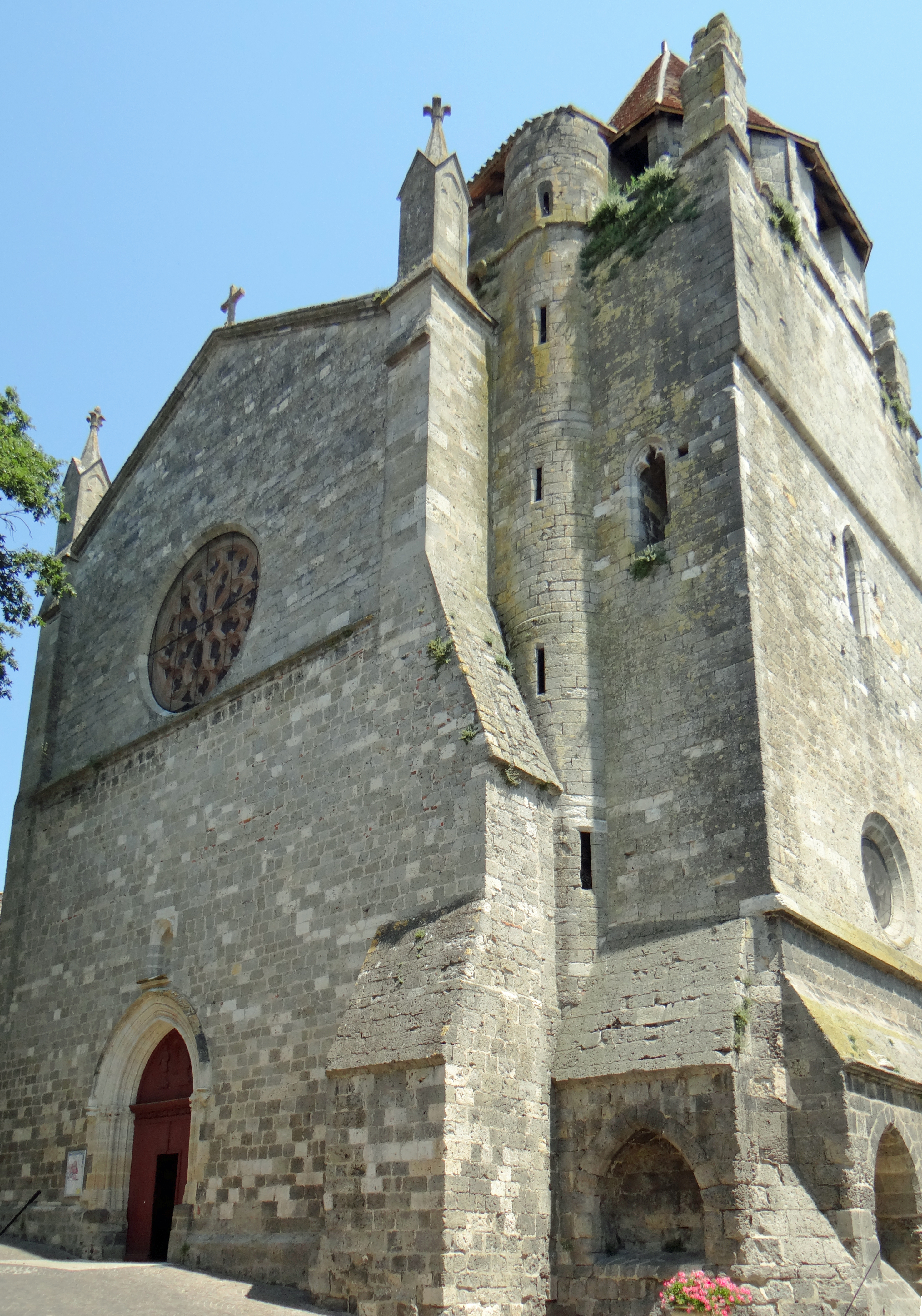
ノートル・ダム教会

- サン・ヴァンサン・デュ・タンプル教会 - ネラック近郊のアルジャンタンのコマンドリーにいたテンプル騎士団が13世紀後半に建設。歴史的記念物[4]
- ノートル・ダム教会 - 11世紀から12世紀にアジャンのサン・カプレ大聖堂の参事会員が建設。14世紀初頭に再建。歴史的記念物[5]